# Добровольський Леонід Павлович
Леонід Павлович Добровольський (нар. 26 липня (7 серпня) 1867 р., Кичинці — пом. 17 вересня 1928 р., Київ) — історик, києвознавець, педагог. Член Історичного товариства Нестора-літописця, Київського товариства охорони пам'ятників старовини та мистецтва, Київського відділення Імператорського воєнно-історичного товариства, Українського наукового товариства в Києві, Київського товариства старожитностей і мистецтв. Учень Володимира Антоновича.

## Життєпис
Народився 21 серпня 1867 року в селі Кичинці Київської губернії (нині село Корсунь-Шевченківського району Черкаської області).
Після закінчення Київського університету вчителював у київських середніх навчальних закладах та на Київських вищих жіночих курсах. Входив до Ради голів Київського товариства охорони пам'ятників старовини та мистецтва.
У 1920-х роках — професор Київського інституту народної освіти, науковий співробітник ВУАН: член Постійної комісії для складання історично-географічного словника українських земель, Комісії старого Києва і Правобережжя.
Від 1927 р. — член Всеукраїнського археологічного комітету.
Власну бібліотеку разом із майном заповів бібліотеці ВУАН.
Помер 17 вересня 1928 року у Києві, похований в Києві на Лук'янівському цвинтарі (ділянка № 12, рід 9, місце 59).

## Праці
Автор численних праць з історії Києва, зокрема:
- (рос.)«Змиевы валы вблизи Киева» (1908);
- «Забуті межі давньої Київщини» (1908);
- (рос.) «Водораздел Ирпеня и Стугны» (1910);
- (рос.)«К вопросу о древних укреплениях в окрестностях Киева» (1912);
- «Київські укріплення і Золоті ворота» (1926);
- «З минулого Хотівської околиці м. Києва» (1927);
- «Київ чи Мерв? До питання про те, чи існувала в XI ст. астрономічна обсерваторія в Києві» (1928).
- Добровольский Л. Летописный Дорогожич: к вопросу о давнишних Киев. пригород. укреплениях: с планом с.-з. части Киева / Л. Добровольский. — Киев: Изд. Киев. отд. Император. рус. военно-ист. о-ва, 1914. — 2, 25 с., 1 л. плана. [Архівовано 12 серпня 2020 у Wayback Machine.]

Записував та друкував народні пісні; збирав відомості про декабристів.